# Malta (Lalitpur)
Malta es un pueblo ubicado en el distrito de Lalitpur, Nepal.

## Superficie
Cuenta con una superficie de 19,8 kilómetros cuadrados.

## Demografía
Hasta 2015 la población era de 838 habitantes, con una densidad de población de 42,4 habitantes por kilómetro cuadrado. Con una población masculina y femenina de 418 (49,9%) y 420 (50,1%) respectivamente.
| Gráfica de evolución demográfica de Malta entre 1975 y 2015 |
|                                                             |
| Datos según el Centro Común de Investigación.               |